# Aristeas y Papías (escultores)

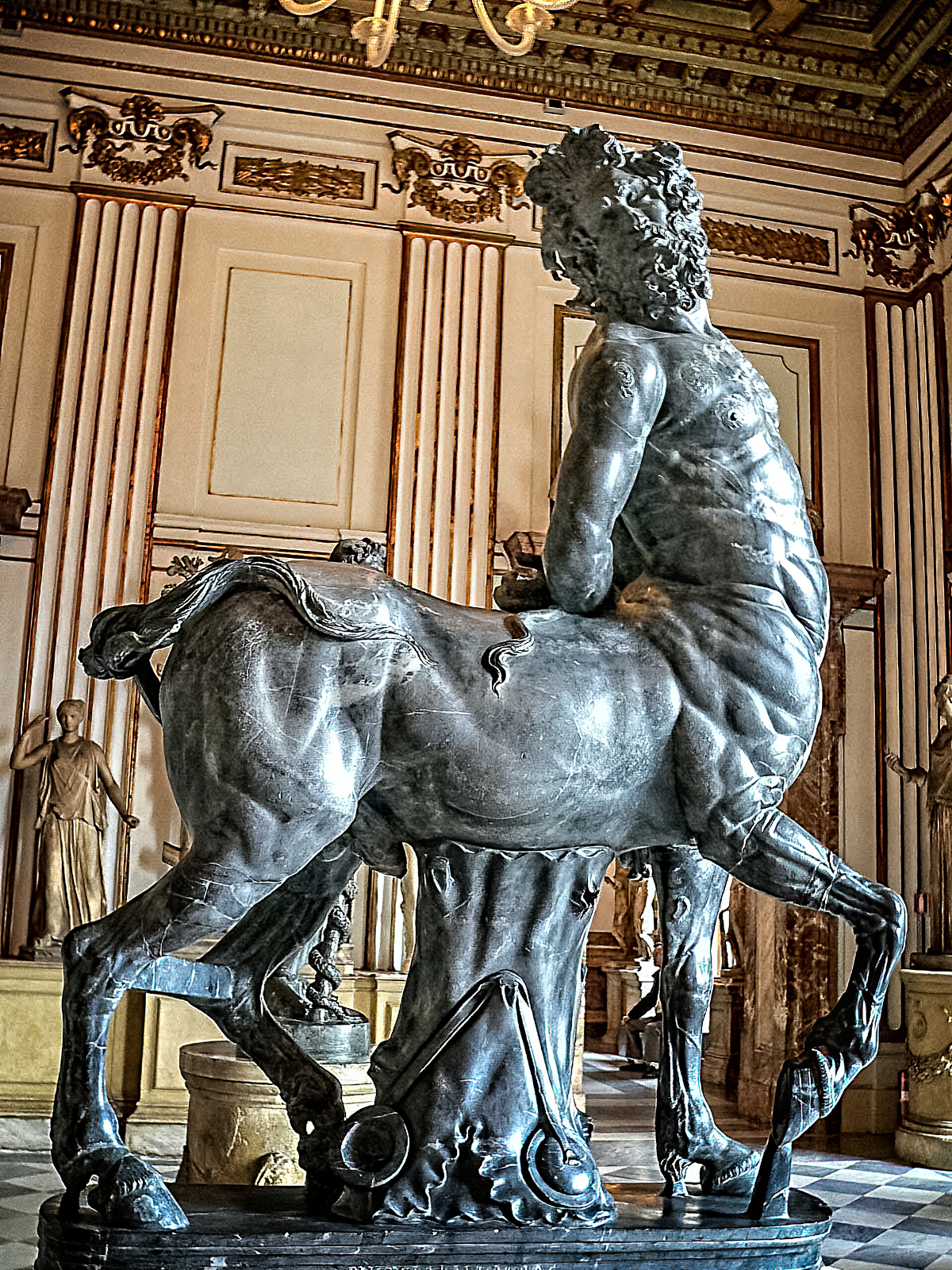
El viejo Centauro de Aristeas y Papias de Afrodisia. De la Villa de Adriano, s. II d. C. Actualmente en el Museo Capitolino.

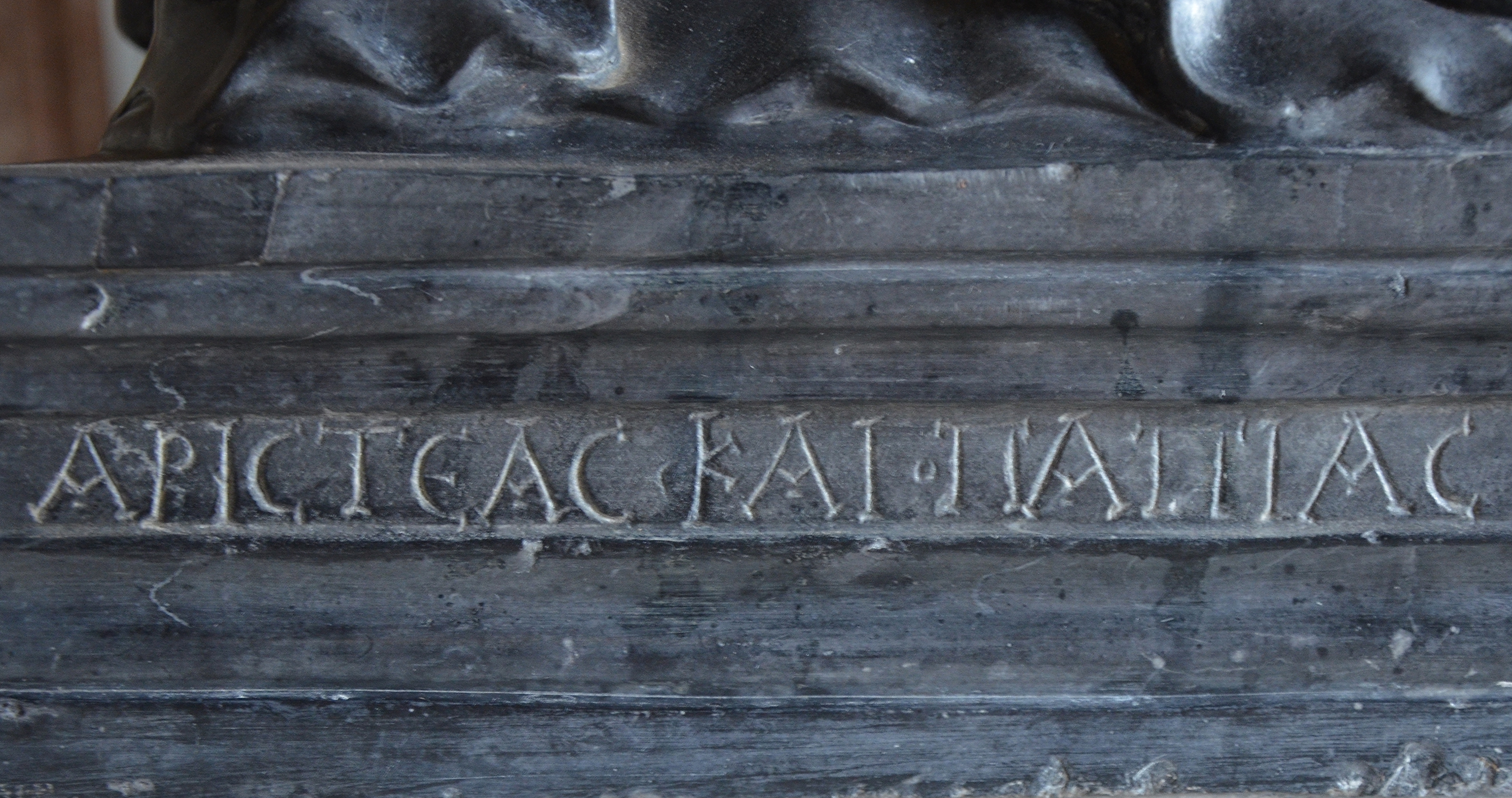
Plinto de la estatua del Viejo Centauro con la firma de Aristeas y Papías, dos escultores de Afrodisia. Procedencia: Villa de Adriano (Tívoli. Ubicación actual: Palazzo Nuovo, Museos Capitolinos.

Aristeas (en griego antiguo: Ἀριστέας) y Papías, fueron dos escultores chipriotas de Afrodisias. Se los conoce por una única mención, que los indica como autores de dos estatuas  de centauros (en mármol gris del cabo Ténaro) halladas en las ruinas de la Villa de Adriano en Tívoli. Las esculturas, el centauro joven y el centauro viejo, fueron encontradas en 1746 y se exhiben actualmente en los Museos Capitolinos de Roma. En las estatuas aparece la inscripción: ΑΡΙΣΤΕΑΣ ΚΑΙ ΠΑΠΙΑΣ ΑΦΡΟΔΙΣΙΕΙΣ, es decir Aristeas y Papías de Afrodisias.
El historiador del arte Johann Joachim Winckelmann consideró, en función del estilo y el lugar de hallazgo, que las estatuas eran de la época de los Antoninos, lo que haría de Aristeas y Papías escultores del siglo II. Otros autores las consideran copias posteriores de inferior calidad, en este caso las obras podrían ser del período helenístico, y los nombres de Aristeas y Papias corresponderían a los copistas.